# Wald- und Gewässerlandschaft um Groß Upahl und Boitin
Wald- und Gewässerlandschaft um Groß Upahl und Boitin este o arie protejată (arie specială de conservare — SAC, sit de importanță comunitară — SCI) din Germania întinsă pe o suprafață de 3.493 ha, integral pe uscat.

## Localizare
Centrul sitului Wald- und Gewässerlandschaft um Groß Upahl und Boitin este situat la coordonatele 53°45′42″N 11°56′21″E / 53.7617°N 11.9392°E.

## Înființare
Situl Wald- und Gewässerlandschaft um Groß Upahl und Boitin a fost declarat sit de importanță comunitară în decembrie 1999 pentru a proteja 6 specii de animale. Situl a fost protejat și ca arie specială de conservare în august 2016.

## Biodiversitate
Situată în ecoregiunea continentală, aria protejată conține 8 habitate naturale: Ape puternic oligomezotrofe cu vegetație bentonică cu Chara spp., Lacuri eutrofice naturale cu vegetație de tip Magnopotamion sau Hydrocharition, Pajiști cu Molinia pe soluri calcaroase, turboase sau argilos-nămoloase (Molinion caeruleae), Mlaștini turboase de tranziție și turbării mișcătoare, Mlaștini calcaroase cu Cladium mariscus și specii de Caricion davallianae, Păduri de fag Luzulo-Fagetum, Păduri de fag Asperulo-Fagetum, Mlaștini împădurite.
La baza desemnării sitului se află mai multe specii protejate:
- amfibieni (2): buhai de baltă cu burta roșie (Bombina bombina), triton cu creastă (Triturus cristatus)
- mamifere (1): vidră de râu (Lutra lutra)
- nevertebrate (2): libelule (Leucorrhinia pectoralis), Vertigo moulinsiana
- pești (1): zvârluga (Cobitis taenia)